# Tamopsis minor
Espèce
Tamopsis minor est une espèce d'araignées aranéomorphes de la famille des Hersiliidae.

## Distribution
Cette espèce est endémique du Kimberley en Australie-Occidentale,.

## Description
Le mâle mesure 3,25 mm et la femelle 4,35 mm.

## Publication originale
- Baehr & Baehr, 1998 : New species and new records of Hersiliidae from Australia (Arachnida: Araneae: Hersiliidae). Sixth supplement to the revision of the Australian Hersiliidae. Records of the Western Australian Museum, vol. 19, no 1, p. 13-38 (texte intégral).